# Grande Amadora
Grande Amadora foi um semanário de informação regional que se publicou na cidade da Amadora entre 1994 e 2001.
Dirigido por Rogério Rodrigues teve sucessivamente como chefes de redacção os jornalistas  Carlos Carvalho, Pedro Castro e Viriato Teles. Entre os colaboradores regulares da publicação contavam-se o pintor Artur Bual (autor do logótipo), os jornalistas Armando Pereira da Silva e Carlos Chaparro, o actor e autor Tiago Rodrigues, o historiador Alcino Pedrosa, os desenhadores António Serer e Fernando Relvas ou o antigo director do Avante!, José Casanova.